# Samšín
Samšín (en allemand : Samschin) est une commune du district de Pelhřimov, dans la région de Vysočina, en République tchèque. Sa population s'élevait à 158 habitants en 2024.

## Géographie
Samšín se trouve à 4,5 km à l'est-nord-est de Pacov, à 13 km au nord-ouest de Pelhřimov, à 39,5 km à l'ouest-nord-ouest de Jihlava à 81 km au sud-est de Prague.
La commune est limitée par Lesná et Hořepník au nord, par Bořetice à l'est, par Pošná au sud et par Pacov et Velká Chyška à l'ouest.

## Histoire
La première mention écrite de la localité date de 1379.

## Administration
La commune se compose de deux sections :
- Samšín
- Přáslavice

## Transports
Par la route, Samšín se trouve à 5 km de Pacov, à 19 km de Pelhřimov, à 50 km de Jihlava à 106 km de Prague.